# Сквер Сергея Кирова
Сквер Сергея Кирова — сквер в городе Петрозаводске. Располагается на площади Кирова.

## История
В 1885 году на Соборной площади был установлен памятник императору Александру II. Вокруг памятника были проведены озеленительные работы. Новое место на площади получило название Александровский сквер.
В 1918 году памятник Александру II был снесён и отправлен на переплавку. Пьедестал памятника в усечённом виде был перенесён на бульвар Карла Либкнетха и Розы Люксембург, где служил постаментом скульптуры лётчицы. Позднее скульптура была перенесена в район аэропорта Петрозаводск-1 (ныне — Пески), через несколько лет она была утрачена.
В ноябре 1918 года к первой годовщине Октябрьской революции Александровский сквер был переименован в сквер Пролеткультуры.
В 1936 году было снесено здание ресторана № 1 и столовой № 13 (бывшее здание Святодуховского собора), за счёт этого территория сквера была увеличена. В том же году в сквере был установлен памятник Сергею Кирову.
Во время финской оккупации, с 1941 по 1944 годы памятник Кирову был демонтирован. После окончания войны и освобождения Петрозаводска поврежденный памятник Кирову был возвращён на площадь и позже отреставрирован.
24 марта 2016 года вошёл в Перечень парков, бульваров, лесопарков, заказников, скверов, садов и аллей на территории Петрозаводского городского округа под названием сквер Сергея Кирова.